# 维拉尔莱布瓦
维拉尔莱布瓦（法語：Villars-les-Bois，法語發音：[vilaʁ le bwa]）是法国滨海夏朗德省的一个市镇，属于桑特区。

## 地理
维拉尔莱布瓦（45°47'57"N, 0°26'13"W）面积8.6 平方千米，位于法国新阿基坦大区滨海夏朗德省，该省份为法国西部滨海省份，北起旺代省，西临大西洋，南至吉倫特省，东南接多爾多涅省，东北接德塞夫勒省接壤，东临夏朗德省。
与维拉尔莱布瓦接壤的市镇（或旧市镇、城区）包括：布里藏堡、比里、米格龙、圣布里德布瓦。

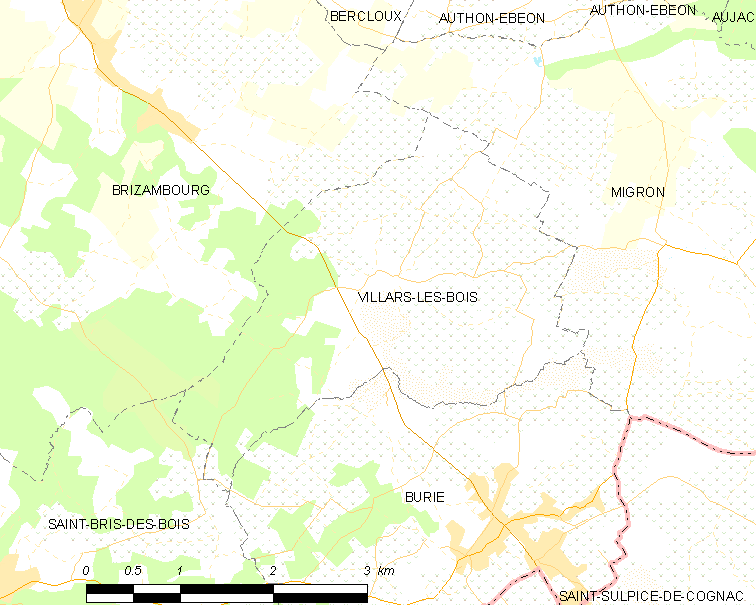
维拉尔莱布瓦的OSM定位图

维拉尔莱布瓦的时区为UTC+01:00、UTC+02:00（夏令时）。

## 行政
维拉尔莱布瓦的邮政编码为17770，INSEE市镇编码为17470。

## 政治
维拉尔莱布瓦所属的省级选区为沙尼耶县。

## 人口

1962-2008年间维拉尔莱布瓦人口变化图示

维拉尔莱布瓦于2022年1月1日时的人口数量为240人。